# 수주 (모델)
수주(1985년 3월 26일 ~ )는 대한민국, 미국의 모델, DJ이다.

## 어린 시절
1986년 대한민국 서울특별시에서 출생하였다. 9살에 미국 캘리포니아주 로스엔젤레스에서 1년 간 조기유학하고 한국으로 돌아왔으며 이후 초등학교 6학년 때 가족과 다 함께 미국 캘리포니아주 오렌지 카운티 애너하임으로 이민을 갔다. 현재는 미국 뉴욕에 거주하며 활동하고 있는 재미교포 1.5세 모델이다.